# Hello Panda
Hello Panda là một thương hiệu bánh quy Nhật Bản, được sản xuất bởi Meiji Seika. Mỗi bánh quy bao gồm một lớp bánh quy bơ giòn rỗng nhỏ, phủ với một trong các loại nhân vani, dâu tây, sô cô la nhân đôi, trà xanh matcha hay sôcôla. Các gói cũng có thể được mua có chứa một hỗn hợp các hương vị. Nó được phát hành lần đầu tiên tại Nhật Bản trong năm 1979. In trên bánh quy là các mô tả phong cách hoạt hình của những con gấu trúc khổng lồ thực hiện các hoạt động khác nhau, chẳng hạn như đấu kiếm và bắn cung.
Hello Panda ban đầu được nướng tại Nhật Bản bởi Meiji Seika, nhưng sau đó việc sản xuất bắt đầu ở Singapore và Indonesia. Các cơ sở bánh Singapore bắt đầu sản xuất các sản phẩm Meiji khác vào năm 1974.  Bánh quy được xuất khẩu sang hầu hết các nước phát triển, như Vương quốc Anh (bởi Unisnacks), hầu hết các nước châu Âu, Hoa Kỳ, Trung Đông, Úc và Canada.
Bánh quy thường được bán trong một hộp cao, hình lục giác với 2oz hoặc 57,5g. Ở một số quốc gia, bánh quy Hello Panda có sẵn trong các túi nhôm nhỏ 21 và 35g, 50g cũng như hộp 260g và bao bì phiên bản giới hạn. 